# Alessandro Lazzarini
Alessandro Lazzarini (Viareggio, 10 gennaio 1967) è un allenatore di calcio ed ex calciatore italiano, di ruolo portiere.

## Carriera

### Giocatore
Cresce nel Pisa e vi rimane fino al fallimento del 1994, raccogliendo anche due esperienze in prestito con l'Alessandria (da titolare) e con il Modena. Con la società toscana vanta anche una stagione in massima serie nel 1990-1991 con 5 presenze all'attivo.
Passa poi al Como dove disputa la sua ultima esperienza in Serie B e poi al Mobilieri Ponsacco prima di tornare all'Alessandria per due stagioni.
Nel 1998 passa alla Biellese per poi tornare al paese natio e militare nel Viareggio per tre stagioni. L'ultima stagione da professionista è al Prato fino al 2003.

### Allenatore
Appesi gli scarpini al chiodo, intraprende l'attività di preparatore dei portieri. Nel 2006 è alla Lucchese fino al fallimento della stessa nel 2008. Si accorda quindi con la SPAL per la quale riveste il duplice ruolo di preparatore dei portieri e di allenatore in seconda di Aldo Dolcetti. All'esonero di quest'ultimo rimane nello staff del club in qualità di preparatore.
Dal 2011 ad aprile del 2016 ricopre il ruolo di vice-allenatore sempre di Aldo Dolcetti nel settore della primavera del Milan per poi diventare il vice allenatore della prima squadra nello staff di Cristian Brocchi.

## Palmarès

### Giocatore

#### Competizioni internazionali
- Coppa Mitropa: 1

Pisa: 1987-1988